# Lama Tuha
Lama Tuha is een bestuurslaag in het regentschap Aceh Barat Daya van de provincie Atjeh, Indonesië. Lama Tuha telt 395 inwoners (volkstelling 2010).